# BR Verkehr
BR Verkehr est une radio publique thématique allemande du groupe Bayerischer Rundfunk, essentiellement consacrée à l'information de l'état du trafic des autoroutes de Bavière à destination des usagers.

## Programme
BR Verkehr émet sur le réseau DAB+. Le programme se compose presque entièrement de l'information du trafic reçue par les rédacteurs auprès de la police, l'ADAC et d'autres médias. Les informations du trafic et les messages sont donnés par une voix synthétique, il n'y a pas d'animateur.
Le BR envoie également à partir d'autres données de trafic en format TPEG.

## Source de la traduction
- (de) Cet article est partiellement ou en totalité issu de l’article de Wikipédia en allemand intitulé « BR Verkehr » (voir la liste des auteurs).